# Paronellidae
Paronellidae  (лат.) — семейство коллембол из надсемейства Entomobryoidea (Entomobryomorpha). Впервые в ранге семейства были выделены немецким энтомологом Карлом Бёрнером (Carl Julius Bernhard Börner, 28.V.1880 — 14.VI.1953).

## Биология
Питаются мицелиями грибов или растительными веществами при их разложении.

## Классификация
Коллемболы семейства Paronellidae относится к надсемейству Entomobryoidea из подотряда Entomobryomorpha (или отряда).
- Семейство Paronellidae
  - Подсемейство Cremastocephalinae Handschin, 1926. Включает рода: Akabosia — Glacialoca — Metacoelura — Parasalina — Paronana — Paronellides — Pseudoparonellides — Pseudosalina — Salina — Yosiia 
  - Подсемейство Callyntrurinae Mitra, 1993. Включает рода: Callyntrura — Dicranocentroides — Idiomerus — Lawrenceana — Parachaetoceras — Pseudoparonella
  - Подсемейство Cyphoderinae örner, 1913. Включает рода: Calobatinus — Cephalophilus — Cyphoda — Cyphoderinus — Cyphoderodes — Cyphoderus — Delamareus — Megacyphoderus — Mimoderus — Paracyphoderus — Pseudocyphoderus — Serroderus
  - Подсемейство Paronellinae Börner, 1906. Включает рода: Campylothorax — Paronella — Trichorypha
  - Подсемейство Bromacanthinae Mitra, 1993. Включает рода: Bromacanthus — Lepidonella
  - Подсемейство Troglopedetinae Börner, 1913. Включает рода: Cyphoderopsis — Dicranocentruga — Plumachaetas — Troglobius — Troglopedetes — Trogolaphysa